# Targets
Targets war eine deutsche Punkband, die von 1983 bis 1985 existierte. Sie bestand aus den ehemaligen Slime-Mitgliedern Michael „Elf“ Mayer (Gesang, Gitarre), Sven „Eddie“ Räther (Bass) und Stéphane Larsson (Schlagzeug).

## Geschichte
Nach dem Album Alle gegen Alle (1983) machten sich bei Slime Streitigkeiten breit. Als die Band ein Livealbum beschloss, ohne Stephan Mahler vorher zu fragen, reagierte dieser beleidigt und verließ die Band. Als feststand, dass am 21. Januar 1984 das letzte Slime-Konzert stattfinden würde, beschlossen Mayer, Larsson und Räther, eine neue Band zu gründen. Die Suche nach einem geeigneten Sänger gestaltete sich schwierig, so übernahm Mayer den Gesang. Die beiden für Slime geschriebenen Lieder TV Song und Großer Bruder (später auf Die Letzten veröffentlicht) stellten die Basis dar. Der erste Auftritt im Vorprogramm von Peter and the Test Tube Babies im Februar 1984 in Berlin wurde ein Desaster. Die angereisten Skinheads wollten nur die Test Tube Babies sehen und buhten die Targets aus.
Es folgte ein weiterer Auftritt mit Peter and the Test Tube Babies und Die Ärzte, der wesentlich besser ankam. Targets veröffentlichten dann 1984 die beiden EPs Schneller, lauter, härter und Menschenjagd über das Punklabel Aggressive Rockproduktionen. 1985 folgte das Album Massenhysterie. Die A-Seite des Albums beinhaltete neue Studiolieder, die B-Seite wurde live in der Villa Kreuzberg eingespielt. Anschließend löste sich die Band auf.
2003 erschien das Lied Rejected auf einem Tributalbum für die Band Rancid. 2014 wurde das Album inklusive den beiden EPs von Höhnie Records und Colturschock neu aufgelegt.

## Diskografie

### Alben
- 1985: Massenhysterie (Aggressive Rockproduktionen, CD: 1992, Neuauflage 2014 über Höhnie Records und Colturschock)

### EPs
- 1984: Schneller, lauter, härter (Aggressive Rockproduktionen)
- 1984: Menschenjagd (Aggressive Rockproduktionen)

### Samplerbeiträge
- 1991: Freund oder Feind auf Slam-Brigade Haifischbar – Punk in Hamburg 1984-90 (Weird System)
- 1994: Großer Bruder auf Aus Deutschen Kellern I (MC, Müll Tapes)
- 1997: Die Multinationalen und Freund oder Feind auf Soundtracks zum Untergang 4 (Impact Records)
- 1998: Menschenjagd auf Deutschpunk-Kampflieder II (Aggressive Rockproduktionen)
- 2003: Rejected auf A Tribute to Rancid – And Out Come the Covers  (Anagram Records)
- 2006: Freund oder Feind auf Punk Rock BRD Vol. 3 (Weird System)
- 2011: Geld regiert die Welt auf Aggropunk Vol. 2 (Aggressive Punk Produktionen)